# Giovanni Battista Cima
Giovanni Battista Cima, född cirka 1460 i Conegliano, död cirka 1517, var en italiensk konstnär av den venetianska skolan. Han benämns ofta Cima da Conegliano efter sin födelseort.
Han utbildade sig under inflytande av Giovanni Bellini och Antonello da Messina samt var verksam i Venedig och Friuli, enligt data på hans tavlor 1489–1516. Hans framställningar har drag av plastisk stränghet med ofta hård modellering och kantiga draperiveck, men Bellinis inverkan visar sig i färg och komposition. Figurerna framträder klart mot det vackra landskapet, till vilket motivet hämtats från Friulis bergsluttningar. Hans äldsta bibehållna tavla är Maria med Jesusbarnet i en marmorsal med veranda, jämte Jakob den äldre och Hieronymus (1489, utförd i tempera). Minst av hans tavlor är Madonna med barnet i Louvren.

## Bildgalleri

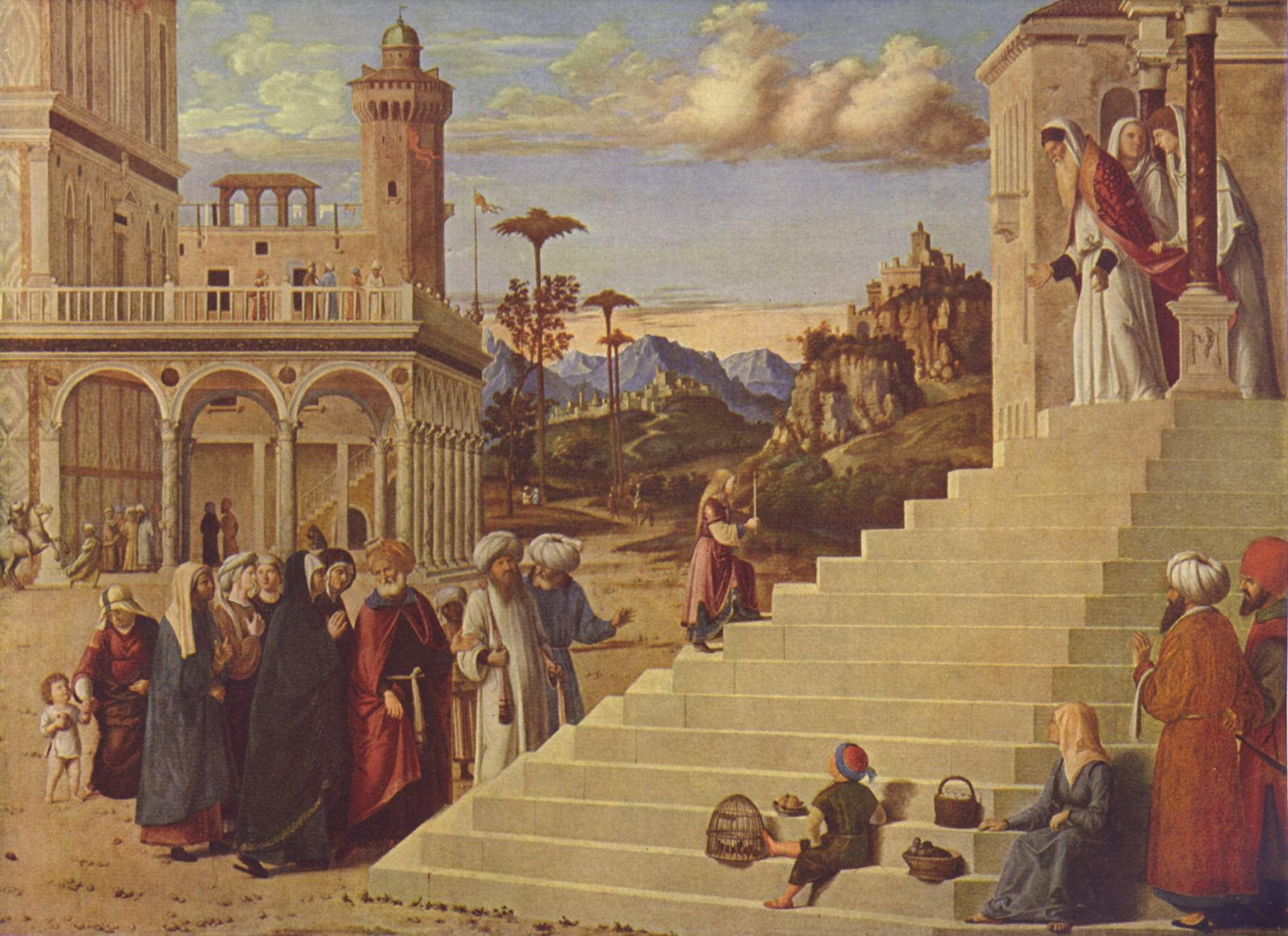
Jungfruns frambärande i templet
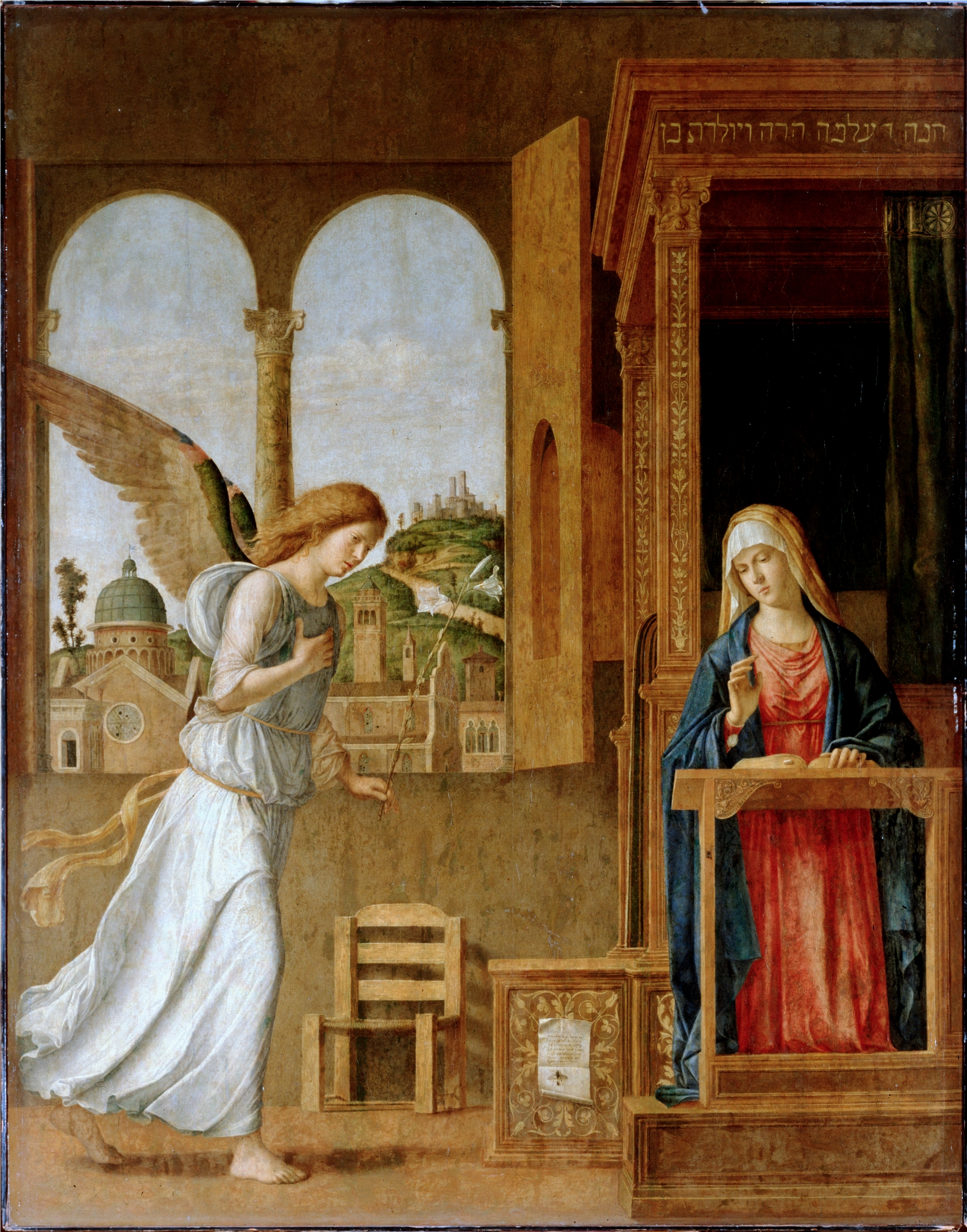
Bebådelsen, 1495
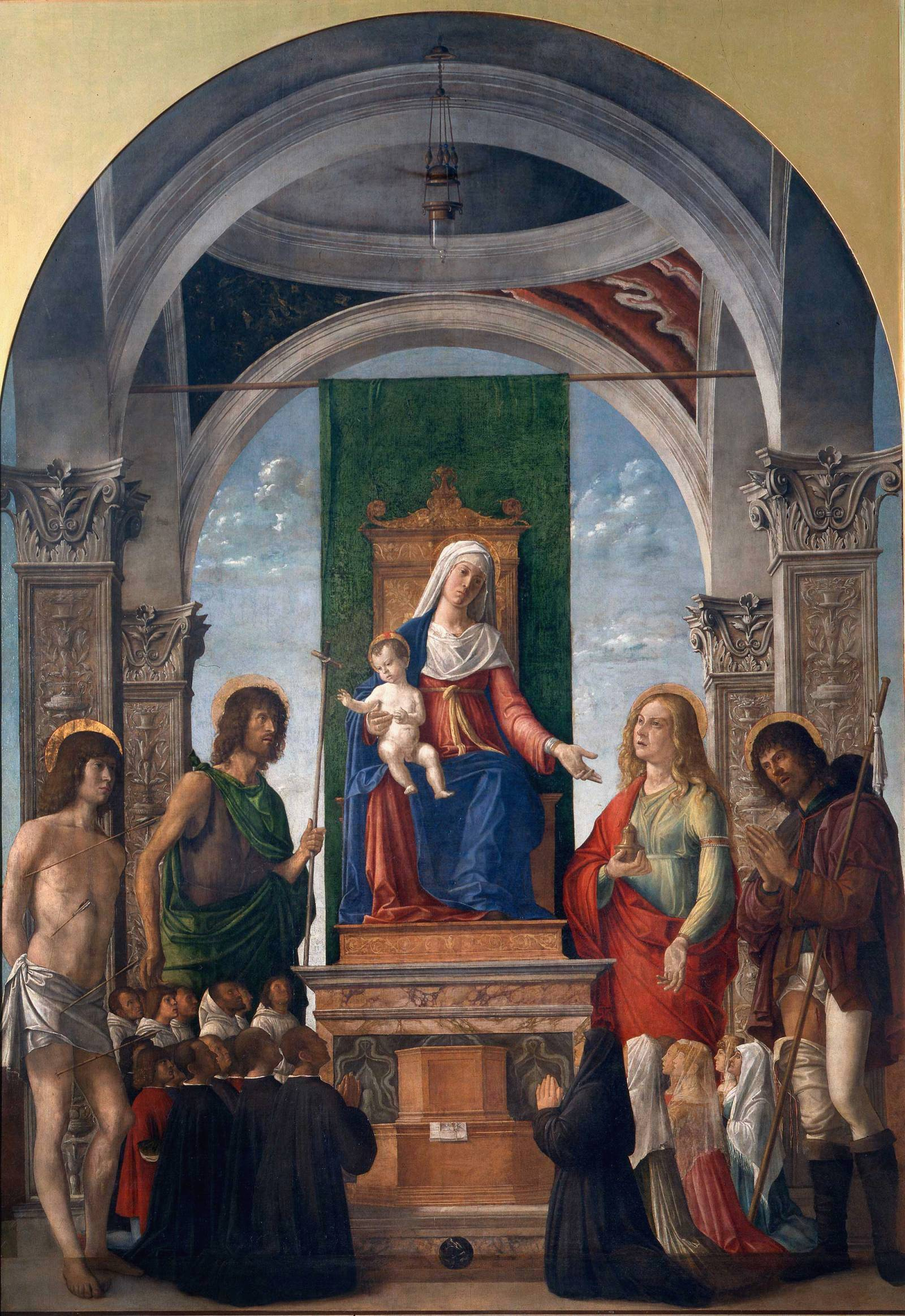
Sacra conversazione